# Pesa Jazz
Le Jazz est un modèle de tramway articulé à plancher bas. Commercialisé à partir de 2013, le Jazz est construit par l'entreprise polonaise PESA. 

## Commercialisation
| Pays    | Ville    | Modèle | Livraison | Nombre | Écartement mm |
| ------- | -------- | ------ | --------- | ------ | ------------- |
| Pologne | Gdańsk   | 128NG  | 2014-2015 | 5      | 1,435 m       |
| Pologne | Varsovie | 128N   | 2014-2015 | 50     | 1,435 m       |
| Pologne | Varsovie | 134N   | 2015      | 30     | 1,435 m       |